# Premier League Malti 2019-2020
La Premier League maltese 2019-2020 è stata la 105ª edizione della massima divisione del campionato maltese di calcio. Il Valletta ha partecipato alla competizione da campione in carica.
La stagione, iniziata il 22 luglio 2019, è stata conclusa anticipatamente il 18 maggio 2020 a causa dell'emergenza dovuta alla pandemia di COVID-19 a Malta.
Il Floriana è stato dichiarato campione a seguito della decisione del comitato direttivo della Malta Football Association. Il club ha così conquistato il suo ventiseiesimo alloro nazionale a distanza di 27 anni dalla sua ultima affermazione, raggiungendo in vetta alla lista dei plurivincitori lo Sliema Wanderers.

## Stagione

### Novità
Nella scorsa stagione il Pietà Hotspurs e il Qormi sono retrocesse in First Division, accompagnate dal St. Andrews, perdente dello spareggio promozione-retrocessione. Al loro posto hanno raggiunto la promozione dalla First Division il Sirens, ed il Gudja United, cui si è aggiunto il Santa Lucija, vincitore dello spareggio. Curiosamente, tutti e tre i club neopromossi sono alla loro prima esperienza nella massima serie.

### Formula
Per la quarta stagione consecutiva è in vigore la formula del girone di andata e ritorno. Retrocedono le ultime 2 squadre alla fine delle 26 giornate. è inoltre previsto uno spareggio promozione/retrocessione tra la terzultima della prima divisione e la terza classificata della seconda.
Per quanto riguarda le coppe europee il campionato maltese, classificato come il 45° più competitivo d'Europa secondo il ranking ufficiale UEFA,  otterrà il diritto a far partecipare:
- la squadra vincitrice del campionato al Primo turno preliminare della UEFA Champions League 2020-2021;
- la seconda e la terza squadra al Primo turno preliminare della UEFA Europa League 2020-2021;
- la vincitrice della coppa al Primo turno preliminare della UEFA Europa League 2020-2021.

Se la vincitrice della coppa nazionale si sarà già qualificata per una coppa europea in virtù della sua posizione in campionato, sarà la quarta classificata in campionato ad avere un posto in Europa League.

## Esito sportivo
A causa della Pandemia di COVID-19 del 2020 a Malta, il direttivo della Malta Football Association ha deciso la cessazione del campionato (dopo una sua prima precauzionale sospensione a marzo). Il 25 maggio la federazione maltese ha approvato la contestata decisione di attribuire il titolo al Floriana, leader della classifica al momento dell'interruzione della competizione, e di annullare per la stagione in corso la retrocessione di Tarxien Rainbows e Senglea Athletic, rispettivamente ultima e penultima.
In seguito alla non assegnazione della Coppa di Malta, il posto europeo riservato alla squadra vincitrice verrà occupato dai Sirens, quarto classificato, alla prima apparizione ufficiale sul piano internazionale. La squadra affiancherà dunque il Valletta e l'Hibernians nel rappresentare l'isola nell'UEFA Europa League 2020-2021, mentre il Floriana parteciperà ai turni preliminari di Champions League.

## Squadre partecipanti
| Club             | Città              | Stadio                        | Stagione precedente                                  |
| ---------------- | ------------------ | ----------------------------- | ---------------------------------------------------- |
| Balzan           | Balzan             | Stadio Victor Tedesco         | 6º posto                                             |
| Birkirkara       | Birkirkara         | Stadio di Ta'Qali             | 7º posto                                             |
| Floriana         | Floriana           | Independence Arena            | 8º posto                                             |
| Gudja United     | Gudja              | Stadio di Ta'Qali             | 2° in First Division                                 |
| Gzira United     | Gżira              | Stadio Victor Tedesco         | 3º posto                                             |
| Hamrun Spartans  | Ħamrun             | Stadio Victor Tedesco         | 4º posto                                             |
| Hibernians       | Paola              | Stadio Hibernians             | 2º posto                                             |
| Mosta            | Musta              | Stadio Charles Abela Memorial | 9º posto                                             |
| St. Lucia        | Santa Lucia        |                               | 3° in First Division (vince lo spareggio promozione) |
| Senglea Athletic | Senglea            | Stadio Ta'Qali                | 11º posto                                            |
| Sirens           | SSan Pawl il-Bahar | Sirens Stadium                | 3° in First Division                                 |
| Sliema Wanderers | Sliema             | Tigne Sports Complex          | 5º posto                                             |
| Tarxien Rainbows | Tarxien            | Tony Cassar Sports Ground     | 10º posto                                            |
| Valletta         | La Valletta        | MFA Centenary Stadium         | Campione in carica                                   |

## Classifica finale
|                  | Pos. | Squadra          | Pt | G  | V  | N | P  | GF | GS | DR  |
| ---------------- | ---- | ---------------- | -- | -- | -- | - | -- | -- | -- | --- |
| Malta (bandiera) | 1.   | Floriana         | 41 | 20 | 12 | 5 | 3  | 30 | 16 | +23 |
|                  | 2.   | Valletta         | 38 | 20 | 11 | 5 | 4  | 30 | 13 | +12 |
|                  | 3.   | Hibernians       | 37 | 20 | 11 | 4 | 5  | 28 | 23 | +14 |
| [ 11 ]           | 4.   | Sirens           | 35 | 20 | 10 | 5 | 5  | 28 | 16 | +4  |
|                  | 5.   | Birkirkara       | 33 | 20 | 9  | 6 | 5  | 32 | 15 | +10 |
|                  | 6.   | Gżira Utd        | 32 | 20 | 9  | 5 | 6  | 22 | 18 | +16 |
|                  | 7.   | Balzan           | 28 | 20 | 8  | 4 | 8  | 27 | 26 | +4  |
|                  | 8.   | Mosta            | 28 | 20 | 9  | 1 | 10 | 24 | 30 | -6  |
|                  | 9.   | Ħamrun Spartans  | 25 | 20 | 6  | 7 | 7  | 21 | 21 | -1  |
|                  | 10.  | Sliema Wanderers | 24 | 20 | 7  | 3 | 10 | 24 | 22 | +2  |
|                  | 11.  | Gudja Utd        | 24 | 20 | 6  | 6 | 8  | 20 | 27 | -6  |
|                  | 12.  | St. Lucia        | 23 | 20 | 6  | 5 | 9  | 19 | 21 | -9  |
|                  | 13.  | Senglea Athletic | 16 | 20 | 3  | 7 | 10 | 18 | 29 | -18 |
|                  | 14.  | Tarxien Rainbows | 4  | 20 | 1  | 1 | 18 | 18 | 61 | -43 |

Legenda:
      Campione di Malta e ammessa alla UEFA Champions League 2020-2021
      Ammesse alla UEFA Europa League 2020-2021

Regolamento:
Tre punti a vittoria, uno a pareggio, zero a sconfitta.

## Risultati

### Tabellone
|                  | Bal  | Bir  | Flo  | Gud  | Gzi  | Ham  | Hib  | Mos  | SLu  | Sen  | Sir  | Sli  | Tar  | Val  |
| ---------------- | ---- | ---- | ---- | ---- | ---- | ---- | ---- | ---- | ---- | ---- | ---- | ---- | ---- | ---- |
| Balzan           | –––– | 0-0  | 1-3  | 1-0  | 1-3  | 1-1  |      | 5-0  |      |      | 2-4  | 2-1  | 3-0  | 0-2  |
| Birkirkara       | 3-3  | –––– | 0-1  | 2-3  | 1-3  |      | 2-1  | 2-1  |      | 1-1  | 2-0  |      | 3-0  | 2-2  |
| Floriana         | 1-0  | 0-1  | –––– | 1-2  | 0-0  |      | 2-2  |      | 2-1  | 5-0  | 3-0  |      | 2-1  | 0-1  |
| Gudja United     | 0-2  |      | 0-2  | –––– |      | 1-1  | 1-1  |      | 1-1  | 4-1  |      | 1-0  | 3-2  | 0-1  |
| Gzira United     | 2-0  | 0-2  | 2-2  | 6-1  | –––– | 0-0  |      | 3-1  | 1-2  |      | 0-1  | 1-1  |      | 0-1  |
| Hamrun Spartans  |      | 0-0  | 0-0  | 2-2  | 0-3  | –––– | 1-2  | 0-2  | 1-1  | 1-0  | 4-0  |      | 2-3  | 0-1  |
| Hibernians       | 2-1  | 0-1  |      | 2-0  | 2-0  | 1-2  | –––– | 3-1  |      | 2-1  | 0-2  | 1-0  | 4-1  |      |
| Mosta            |      | 1-1  | 1-3  | 1-0  |      | 2-1  | 1-2  | –––– | 1-0  | 1-0  | 3-4  |      | 5-2  | 0-4  |
| St. Lucia        | 0-3  | 0-2  |      | 2-1  | 0-0  |      | 0-2  | 1-2  | –––– | 0-0  | 0-2  | 0-4  | 2-1  | 2-2  |
| Senglea Athletic | 2-2  | 1-0  |      |      | 1-3  | 1-3  | 1-1  | 2-1  | 2-5  | –––– | 2-2  | 2-0  | 2-2  |      |
| Sirens           |      |      | 1-4  | 1-1  |      | 1-2  | 2-1  | 2-0  | 3-1  | 1-1  | –––– | 0-0  |      | 0-0  |
| Sliema Wanderers | 1-2  | 2-1  | 1-2  | 1-1  | 2-0  | 2-0  |      | 0-1  |      | 4-1  | 0-1  | –––– | 1-0  | 1-3  |
| Tarxien Rainbows | 1-3  |      | 0-4  |      | 0-5  | 2-3  | 0-4  | 0-4  | 1-3  |      | 0-3  | 1-2  | –––– |      |
| Valletta         | 3-1  | 1-4  | 1-1  | 0-2  | 1-3  |      | 1-1  |      | 2-3  | 1-0  |      | 2-1  | 3-1  | –––– |

## Spareggi

### Spareggio promozione-retrocessione
Non disputatosi

## Statistiche

### Individuali

#### Classifica marcatori[12]
| Gol | Rigori |  | Giocatore         | Squadra    |
| --- | ------ |  | ----------------- | ---------- |
| 14  | 6      |  | Kristian Keqi     | Floriana   |
| 13  | 4      |  | Mario Fontanella  | Valletta   |
| 11  | 4      |  | Andrija Majdevac  | Balzan     |
| 10  |        |  | Jefferson         | Gzira Utd  |
| 10  | 1      |  | Federico Falcone  | Birkirkara |
| 9   |        |  | Aleksa Andrejić   | Tarxien    |
| 9   |        |  | Tiago Adan        | Floriana   |
| 8   | 1      |  | Imanol Iriberri   | Hibernians |
| 8   | 3      |  | Jake Grech        | Hibernians |
| 7   |        |  | Soufiane Lagzir   | Hamruns    |
| 7   | 1      |  | Wilkinson         | Senglea    |
| 6   |        |  | Nikita Kotlov     | Mosta      |
| 6   |        |  | Emmanuel Okoye    | Sirens     |
| 6   | 1      |  | Amadou Samb       | Gzira Utd  |
| 6   |        |  | Rei Tachikawa     | Gzira Utd  |
| 5   | 2      |  | Romarinho         | Sirens     |
| 5   | 1      |  | Wilfried Domoraud | Gzira Utd  |
| 5   |        |  | Juri Cisotti      | Sliema W.  |
| 5   |        |  | Hamed Koné        | Gzira Utd  |
| 5   | 1      |  | Miguel Alba       | Valletta   |